# 左射斗
左射斗（？—？），山西汾州府汾陽縣人，清朝政治人物。

## 生平
順治二年（1645年）乙酉科順天鄉試舉人，三年（1646年）聯捷丙戌科進士。任洛川縣知縣。